# Trenton (Nowy Jork)
Trenton – miasto w Stanach Zjednoczonych, w stanie Nowy Jork, w hrabstwie Oneida.